# Seigō Kobayashi
Seigō Kobayashi (小林 成豪?, Kobayashi Seigō; Kōbe, 8 gennaio 1994) è un calciatore giapponese, centrocampista del Renofa Yamaguchi.

## Biografia
È fratello maggiore di Rikako, anch'ella calciatrice, di ruolo attaccante, nella nazionale giapponese femminile.

## Palmarès

### Nazionale
- Universiadi:   1

Gwangju 2015